# Samsula-Spruce Creek
Samsula-Spruce Creek statisztikai település az USA Florida államában, Volusia megyében. Lakosainak száma 4877 fő (2020. április 1.).

## Népesség
A település népességének változása:

| 2010 | 5 047 |
| 2020 | 4 877 |